# 中島這棄
中島 這棄（なかじま これすて、1827年7月21日（文政10年6月28日） - 1912年（明治45年）2月17日）は江戸時代の和算家（関流）。通称は末五郎。

## 経歴
信濃国松本藩士。祖父中島這如の代から藩の算学師範を務め、父の中島這季は江戸の長谷川寛の門人となり、『算学教導百首』『算法百首の歌』『一瓢百題』『掌中匂股規矩要録』など多くの和算書を著した。
這棄も家学を継ぎ、藩士に数理や経学（儒教）を教授し、天保13年（1842年）藩主松平光庸・光則父子に出仕した。38歳で失明したが、門弟の教育は継続し、後の秩禄処分後も旧藩士の多くが実学を以って新政府の官吏に再就職するのを助けた。
明治維新の際は藩の勘定奉行となり藩政改革に参画した。のち松本藩学、筑摩県学、開智学校の教授を歴任した。明治6年（1873年）、門人が這季・這棄親子を顕彰し、筑摩神社に算額を奉納している。甥に漢学者の久保天随がいる。

## 親族
- 父・中島這季(これすえ) ‐ 松本藩算学師範[1]
- 弟：伊藤祐敬（1850－1913） ‐ 和算家、大蔵官僚[2]。伊藤軍兵衛の娘婿。伊藤家の家督をつぎ、郡奉行所に出仕、維新後大蔵省で会計検査院部長[1]。娘婿に平山信、大石和三郎、男爵木越専八、子爵加納久朗、長崎守一、長男・常夫の岳父に杉山四五郎、常夫の長男・道夫の娘婿・木下健二は木下又三郎の子で健二の弟の岳父は久邇宮朝融王、常夫の二男・知夫の岳父に志賀亨、常夫の娘婿に正田卓治（上皇后美智子の大叔父）、安田彦太郎（大叔父に安田善次郎）[3]。
- 弟：市川正寧（大蔵省一等主税官）[1]
- 妹：安東家栄(男爵安東貞美の妻)[4]
- 四男：中島大（大蔵省から日本勧業銀行に転じ、同行監査役）[5]